# Congreso Internacional de Americanistas
El Congreso Internacional de Americanistas se llevó a cabo por primera vez en Nancy (Francia) del 18 de junio al 18 de julio de 1875, a iniciativa de la Société Américaine de France, la cual emitió su convocatoria el 25 de agosto de 1874. Desde entonces, se han celebrado más de cincuenta reuniones.

## Objetivo
El objetivo del Congreso Internacional de Americanistas es el estudio histórico y científico de América desde una perspectiva multidisciplinaria. Las áreas temáticas pueden llegar a variar, pero generalmente se centra en los siguientes ámbitos:
- Arqueología
- Antropología: social, cultural, etnología, física y bioantropología
- Lingüística y literatura
- Historia y Arte: etnohistoria, historia de la ciencia, historia del arte e iconografía
- Movimientos étnico-sociales y Derechos humanos
- Estudios económicos, sociales y político-jurídicos
- Pensamiento, filosofía y educación
- Globalización, patrimonio y políticas públicas
- Ciencias, tecnología y medio ambiente

## Primeros congresos
Durante el desarrollo del I Congreso, presidido por el colombiano José María Torres Caicedo, la tendencia ideológica era limitar el americanismo a la época precolombina; era notoria la intención de relativizar la importancia del descubrimiento y la colonización española. Así, fueron presentadas tesis como la de Paul Gaffarel, Les Phéniciens en Amérique, que establecía la teoría de la visita de los fenicios a América; la Note sur la découverte de l'Amérique antécolombienne, de Benedict Groendals, que reinvidicaba el descubrimiento de América por los islandeses y no por los daneses, noruegos o normandos; las Relations qu'ont pu avoir ensemble, au commencement de notre ère, les Boudhistes d'Asie et les habitants de l'Amérique, de Foucaux, alentado por E. Petiot, que defendía la presencia de budistas en México en el siglo V aduciendo similitudes filológicas entre el idioma otomí y el idioma chino; o Le Roc de Dighton, de Gabriel Gravier, que se refería al establecimiento de escandinavos en Massachusetts en el siglo XI. 
El II Congreso se celebró en Luxemburgo en 1877. En esa ocasión, Hyde Clarke presentó Les origines des langues, de la mythologie et de la civilisation de l'Amérique, dans l'Ancien Monde, tesis en la cual planteaba que pueblos pigmeos habían entrado por el estrecho de Bering, tribus africanas por el océano Atlántico y colonos sumerios por la vía de Australasia y Polinesia. Se presentaron vestigios del cristianismo anteriores al año 1000 d. C., destacando Emile Schmitz con Pay-Tuma, tesis en la que proponía que Tomás el Apóstol había predicado el evangelio en el actual territorio del Paraguay. 
La polémica de la evangelización cristiana en la América precolombina continuó durante el III Congreso, el cual se celebró en Bruselas en 1879: algunas de las tesis fueron L'Homme blanc et la Croix en Amérique, de E. Peterken, Vestiges du Christianisme et de l'homme blanc en Amérique avant sa découverte par Christophe Colomb, de Émile Schmitz, y Del hombre blanco y signo de la Cruz precolombinos en el Perú, de Marcos Jiménez de la Espada.
El IV Congreso fue celebrado en Madrid en 1881. En esa ocasión, los españoles José Luis Albareda y Sezde y Cesáreo Fernández Duro fueron respectivamente presidente y secretario general. Fue Fernández Duro quien presentó el trabajo Expediciones precolombinas de los vizcaínos a Terranova y a los países del litoral inmediatos, en el quel presentaba a los vascos como precursores de la colonización de América. Por otra parte, Gervasio Fournier defendió que habían sido los egipcios los primeros colonizadores, pues estos, además, habían conocido la Atlántida. La existencia de la Atlántida sería defendida hasta 1922 en A antiguidade Americana por Carlos Xavier Paes Barreto, tesis que negaba que Colón hubiera descubierto América.
Así pues, durante la celebración de los primeros congresos, en pleno conflicto filosófico entre darwinismo y positivismo, se hace patente en algunos autores la intención de restar valor a la tarea realizada por España en América y de alimentar la leyenda negra española.
Tras una reñida decisión, en 1892 —año del IV centenario del Descubrimiento de América— el IX Congreso se llevó a cabo en España, en el Monasterio de La Rábida en Huelva. En esta ocasión el presidente fue el académico Antonio María Fabié y Justo Zaragoza el secretario general.

## Congresos en América
No fue hasta el XI Congreso cuando finalmente se decidió organizar el evento en América, siendo la Ciudad de México el lugar de la reunión en 1895. El presidente fue el historiador Joaquín Baranda, vicepresidente el ingeniero Leandro Fernández Imas y el secretario general Trinidad Sánchez Santos.
Después de un paréntesis de cinco años, en 1900, el XII Congreso se celebró en París; en esa ocasión se establecieron como idiomas oficiales del evento, el español, el francés y el inglés. Por otra parte, se establecieron nuevos estatutos, cuyo primer artículo definió el objetivo del congreso:

Art. 1. El Congreso Internacional de Americanistas tiene por objeto el estudio histórico y científico de las dos Américas y de sus habitantes.

El XIII Congreso fue celebrado en Nueva York y el XV en Quebec, estableciendo así, una alternancia entre América y Europa para la celebración de las reuniones. En 1908, el idioma portugués fue aceptado como lengua oficial de los eventos, y no sería hasta 1964 cuando se integraran el alemán y el italiano, así como el idioma local de la sede que acogiera el congreso.

## Reservas indígenas
En 1932, el XXV Congreso se llevó a cabo en La Plata. En esa ocasión, la propuesta de Martín Doello Jurado fue considerada para crear reservas indígenas cuya finalidad sería conservar las razas autóctonas sudamericanas y así poder estudiar sus costumbres y lenguas; de esta manera, los antropólogos podrían realizar sus estudios de manera pausada en un territorio plenamente acotado. 
En 1947, tras la derrota del nazismo y el desmantelamiento de sus campos de concentración, el XXVIII Congreso se celebró en París. Fue presidente Paul Rivet y secretario general André Leroi-Gourhan; fue también la primera ocasión en que participó el antropólogo Claude Lévi-Strauss. 
La idea de las reservas indígenas resultó insostenible, ya que los científicos nazis habían efectuado estudios sobre los prisioneros en los campos de concentración de Dachau, Buchenwald, Auschwitz, Ravensbrück y Mauthausen. Por otra parte, en 1948, la Asamblea General de las Naciones Unidas promulgó la Declaración Universal de los Derechos Humanos.

## Lemas
Con el transcurso de los años, la idea del americanismo ha cambiado y ha sido influida por los acontecimientos políticos mundiales. Se ha adoptado un lema para la celebración de cada reunión: 
- «Reflexionar sobre el pasado y el presente de las Américas, para planificar su futuro», lema del XLIX Congreso, celebrado en Quito en 1997.
- «Mensajes universales de las Américas para el siglo XXI», lema del L Congreso, celebrado en Varsovia en 2000.
- «Repensando las Américas en los umbrales del siglo XXI», lema del LI Congreso, celebrado en Santiago de Chile en 2003.
- «Pueblos y culturas de las Américas: diálogos entre globalidad y localidad», lema del LII Congreso, celebrado en Sevilla, España, en 2006.
- «Los pueblos americanos: cambios y continuidades: la construcción de lo propio en un mundo globalizado», lema del LIII Congreso, celebrado en la Ciudad de México en 2009.
- «Construyendo diálogos en las Américas», lema del LIV Congreso, celebrado en Viena, Austria en 2012.

## Reuniones del Congreso Internacional de Americanistas
| Congreso | Lugar                                            | Año  | Congreso | Lugar                         | Año  |
| -------- | ------------------------------------------------ | ---- | -------- | ----------------------------- | ---- |
| I        | Nancy, Francia                                   | 1875 | XXXI     | São Paulo, Brasil             | 1954 |
| II       | Luxemburgo                                       | 1877 | XXXII    | Copenhague, Dinamarca         | 1956 |
| III      | Bruselas, Bélgica                                | 1879 | XXXIII   | San José, Costa Rica          | 1958 |
| IV       | Madrid, España                                   | 1881 | XXXIV    | Viena, Austria                | 1960 |
| V        | Copenhague, Dinamarca                            | 1883 | XXXV     | Ciudad de México, México      | 1962 |
| VI       | Turín, Italia                                    | 1886 | XXXVI    | Barcelona-Sevilla, España     | 1964 |
| VII      | Berlín, Alemania                                 | 1888 | XXXVII   | Mar del Plata, Argentina      | 1966 |
| VIII     | París, Francia                                   | 1890 | XXXVIII  | Stuttgart-Múnich, Alemania    | 1968 |
| IX       | Huelva, España                                   | 1892 | XXXIX    | Lima, Perú                    | 1970 |
| X        | Estocolmo, Suecia                                | 1894 | XL       | Roma-Génova, Italia           | 1972 |
| XI       | Ciudad de México, México                         | 1895 | XLI      | Ciudad de México, México      | 1974 |
| XII      | París, Francia                                   | 1900 | XLII     | París, Francia                | 1976 |
| XIII     | Nueva York, Estados Unidos                       | 1902 | XLIII    | Vancouver, Canadá             | 1979 |
| XIV      | Stuttgart, Alemania                              | 1904 | XLIV     | Mánchester, Inglaterra        | 1982 |
| XV       | Quebec, Canadá                                   | 1906 | XLV      | Bogotá, Colombia              | 1985 |
| XVI      | Viena, Austria                                   | 1908 | XLVI     | Ámsterdam, Países Bajos       | 1988 |
| XVII     | Buenos Aires, Argentina Ciudad de México, México | 1910 | XLVII    | Nueva Orleans, Estados Unidos | 1991 |
| XVIII    | Londres, Inglaterra                              | 1912 | XLVIII   | Estocolmo-Upsala, Suecia      | 1994 |
| XIX      | Washington D. C., Estados Unidos                 | 1915 | XLIX     | Quito, Ecuador                | 1997 |
| XX       | Río de Janeiro, Brasil                           | 1922 | L        | Varsovia, Polonia             | 2000 |
| XXI      | La Haya, Países Bajos Gotemburgo, Suecia         | 1924 | LI       | Santiago de Chile, Chile      | 2003 |
| XXII     | Roma, Italia                                     | 1926 | LII      | Sevilla, España               | 2006 |
| XXIII    | Nueva York, Estados Unidos                       | 1928 | LIII     | Ciudad de México              | 2009 |
| XXIV     | Hamburgo, Alemania                               | 1930 | LIV      | Viena, Austria                | 2012 |
| XXV      | La Plata, Argentina                              | 1932 | LV       | San Salvador, El Salvador     | 2015 |
| XXVI     | Sevilla, España                                  | 1935 | LVI      | Salamanca, España             | 2018 |
| XXVII    | Ciudad de México, México Lima, Perú              | 1939 | LVII     | Foz de Iguazu, Brasil         | 2021 |
| XXVIII   | París, Francia                                   | 1947 | LVIII    | Novi Sad, Serbia              | 2025 |
| XXIX     | Nueva York, Estados Unidos                       | 1949 |          |                               |      |
| XXX      | Cambridge, Inglaterra                            | 1952 |          |                               |      |